# Kita-ku (Tokyo)
Pour les articles homonymes, voir Kita-ku.
Kita (北区, Kita-ku) est un des vingt-trois arrondissements spéciaux formant Tōkyō, au Japon. L'arrondissement a été fondé le 15 mars 1947.
La population de l'arrondissement est de 334 327 habitants pour une superficie de 20,59 km2 (2010).

## Quartiers

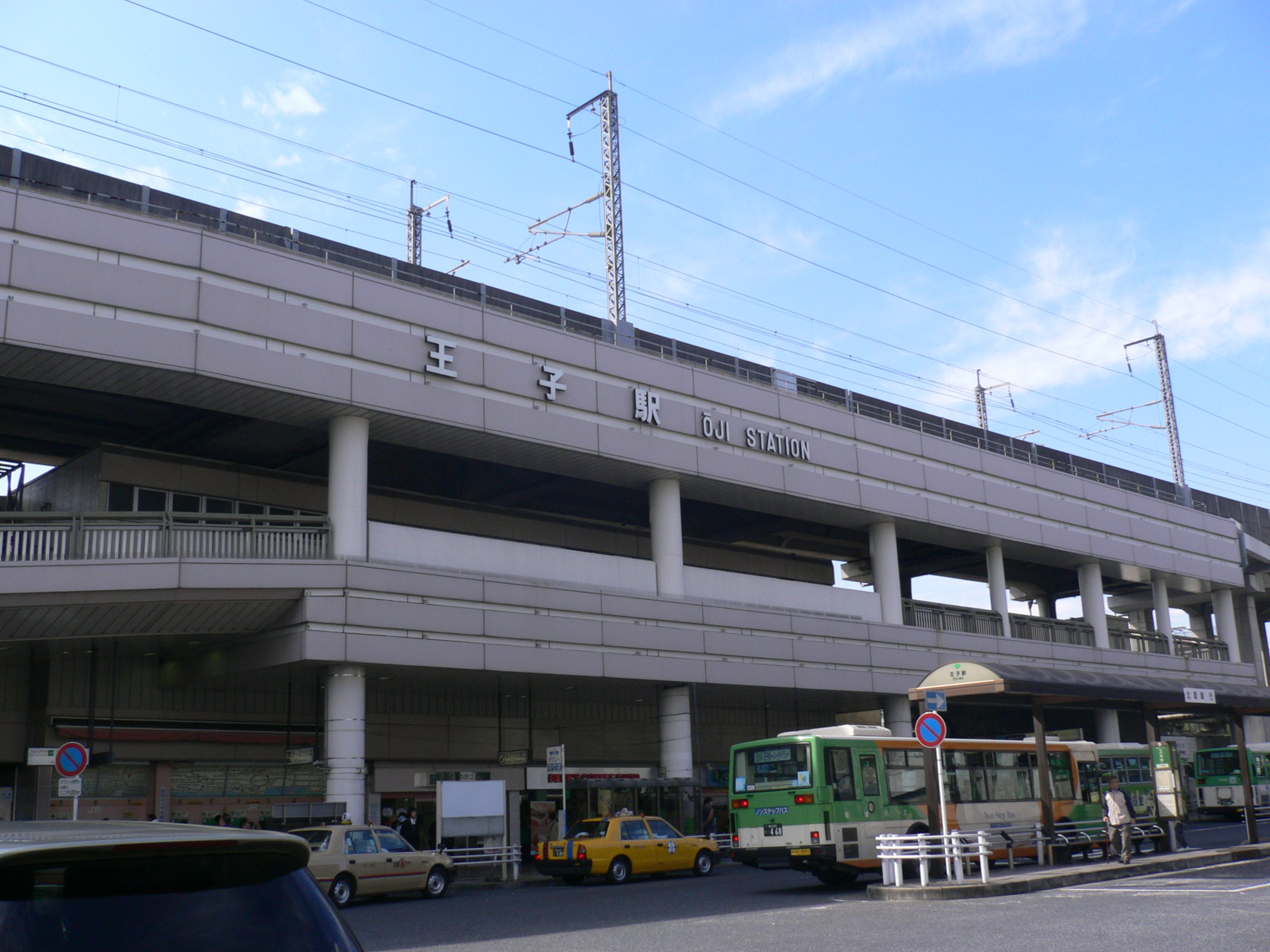
La gare d'Oji.

- Akabane
- Oji
- Tabata